# Mick Werup
Mick Werup (* 16. November 1958 als Jürgen Marvin in Hamburg; † 7. Januar 2011 ebenda) war ein deutscher Schauspieler.

## Leben
Werup absolvierte bis 1981 die Schauspielschule von Hedi Höpfner in Hamburg. Seine erste Filmrolle spielte Werup während seines Schauspielstudiums. In der Rolle des Pit stand er 1980 in der Komödie Drei Schwedinnen auf der Reeperbahn unter der Regie von Walter Boos zum ersten Mal vor der Kamera. Zu hören ist er in diesem Film nicht; seine Rolle wurde nachsynchronisiert.
Nach seiner Schauspielausbildung erhielt er 1981 mehrere Fernseh- und Theaterengagements. Besonders bekannt wurde er durch die Serie Diese Drombuschs. Dort begann er 1983 und spielte 31 Folgen lang die Rolle des Chris Drombusch. 1992 schied er aus der Serie auf eigenen Wunsch aus. Die von ihm gespielte Figur starb den Serientod.
Mitte der 1990er Jahre zog sich Werup nach und nach aus dem Fernsehgeschäft zurück. 1996 spielte er in Ein Fall für zwei mit Rainer Hunold und Claus Theo Gärtner. 1997 spielte er im Film Felix – Ein Freund fürs Leben. Seinen letzten Fernsehauftritt hatte er 1998 in der ARD-Serie Der Fahnder in der Folge Dumm gelaufen an der Seite von Michael Lesch.
Später lebte er jahrelang in Indien. Dann kehrte er in seine Heimatstadt Hamburg zurück und arbeitete unter den Namen Marvin, Now Pilot und @-home-atom an diversen Musik- und Kunstprojekten.
Am 7. Januar 2011 beging Werup Suizid.

## Filmografie (Auswahl)
- 1980: Drei Schwedinnen auf der Reeperbahn
- 1981: Zuhaus in fremden Betten
- 1983–1992: Diese Drombuschs (Fernsehserie)
- 1987: Ein Fall für TKKG (Fernsehserie)
- 1988: Der Alte – (Folge 127: Eiskalt geplant)
- 1996: Ein Fall für zwei (Fernsehserie)
- 1997: Felix – Ein Freund fürs Leben
- 1998: Der Fahnder (Fernsehserie)